# Grupa okręgu
Grupa okręgu – podgrupa {\displaystyle \mathbb {T} } grupy multiplikatywnej ciała liczb zespolonych złożona ze wszystkich liczb o module równym 1;
{\displaystyle {\begin{aligned}\mathbb {T} &=\{z\in \mathbb {C} \colon |z|=1\}\\&=\{e^{it}\colon t\in \mathbb {R} \}\end{aligned}}.}
W grupie {\displaystyle \mathbb {T} ,} jako podgrupie grupy multiplikatywnej ciała {\displaystyle \mathbb {C} ,} działaniem jest zwykłe mnożenie liczb zespolonych, a elementem neutralnym jest {\displaystyle 1=e^{0}.} Grupa okręgu w naturalny sposób daje się utożsamić z grupą obrotów płaszczyzny wokół ustalonego punktu, zwykle początku, z działaniem ich składania. Grupa ta pełni istotną rolę w teorii grup Liego.
Traktując płaszczyznę jako rzeczywistą przestrzeń liniową bądź jako przestrzeń unitarną (euklidesową) grupę okręgu można utożsamiać z grupą przekształceń liniowych, lub odpowiednio, przekształceń unitarnych o wyznaczniku 1 (z działaniem ich składania).
Przestrzeń produktowa dwóch kopii grupy okręgu jest homeomorficzna z dwuwymiarowym torusem (2-torusem oznaczanym {\displaystyle \mathbb {T} ^{2}}), a zatem okrąg może być interpretowany jako jednowymiarowy torus, skąd pochodzi oznaczenie {\displaystyle \mathbb {T} .}

## Własności

Ilustracja działania w grupie okręgu, które odpowiada dodawaniu miar kątów środkowych (mających wspólne ramię) zgodnie z arytmetyką modularną o module

- Grupa okręgu jest przemienna, ponieważ mnożenie liczb zespolonych jest przemienne.
- Grupa okręgu jest podzielna (iniektywna).
- Grupa okręgu ma naturalną strukturę grupy topologicznej z topologią indukowaną z płaszczyzny zespolonej. Ponieważ okrąg jednostkowy jest domkniętym i ograniczonym podzbiorem płaszczyzny zespolonej, z twierdzenia Heinego-Borela wynika, że grupa okręgu jest zwarta.
- Grupa okręgu jest izomorficzna (jako grupa topologiczna) z grupą ilorazową {\displaystyle \mathbb {R} /\mathbb {Z} }[a].
- Grupa okręgu jest grupą Liego, której przestrzeń styczna w 1 może być utożsamiana z prostą urojoną płaszczyzny. Odwzorowanie wykładnicze dla tej grupy Liego dane jest wzorem

{\displaystyle it\mapsto \exp(it)=e^{it}=\cos t+i\sin t;}
przekształcenie to jest przykładem (pod)grupy jednoparametrowej.

## Grupa okręgu a grupa liczb całkowitych
Grupa okręgu jest zwarta, więc grupa dualna do {\displaystyle \mathbb {T} ,} złożona z ciągłych homomorfizmów do {\displaystyle \mathbb {T} } jest dyskretna. Co więcej
{\displaystyle {\hat {\mathbb {T} }}\cong \mathbb {Z} ,}
a zatem z dualności Pontriagina także
{\displaystyle {\hat {\mathbb {Z} }}\cong \mathbb {T} .}
Powyższe twierdzenie jest jednym z podstawowych faktów analizy harmonicznej. Można je udowodnić w oparciu o twierdzenie orzekające, że każdy ciągły homomorfizm {\displaystyle \chi \colon \mathbb {R} \to \mathbb {T} } jest postaci
{\displaystyle \chi (x)=e^{2\pi ixy}\quad (x\in \mathbb {R} )}
dla pewnej liczby rzeczywistej {\displaystyle y.} Wynika stąd, że każdy ciągły homomorfizm {\displaystyle \chi \colon \mathbb {T} \to \mathbb {T} } jest postaci {\displaystyle \chi (z)=z^{n}} dla pewnego {\displaystyle n\in \mathbb {Z} .} W szczególności, grupa dualna do {\displaystyle \mathbb {T} } jest izomorficzna z {\displaystyle \mathbb {Z} }.